# المخرنف (كحلان الشرف)

تعديل مصدري - تعديل

المخرنف هي إحدى قرى عزلة بنى كعب بمديرية كحلان الشرف التابعة لمحافظة حجة، بلغ تعداد سكانها 1919 نسمة حسب تعداد اليمن لعام 2004.